# Lista de ministros de Getúlio Vargas
Getúlio Vargas governou o Brasil em dois períodos.

## De 3 de novembro de 1930 a 29 de outubro de 1945

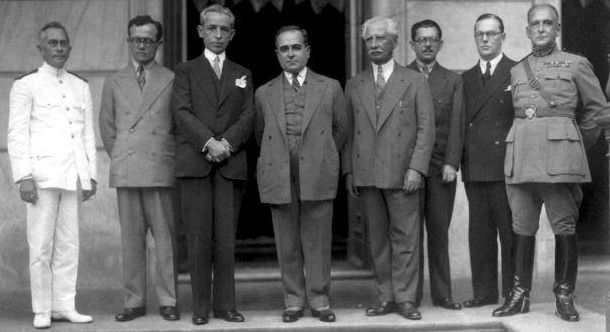
Getúlio Vargas e Ministros em imagem de 1931

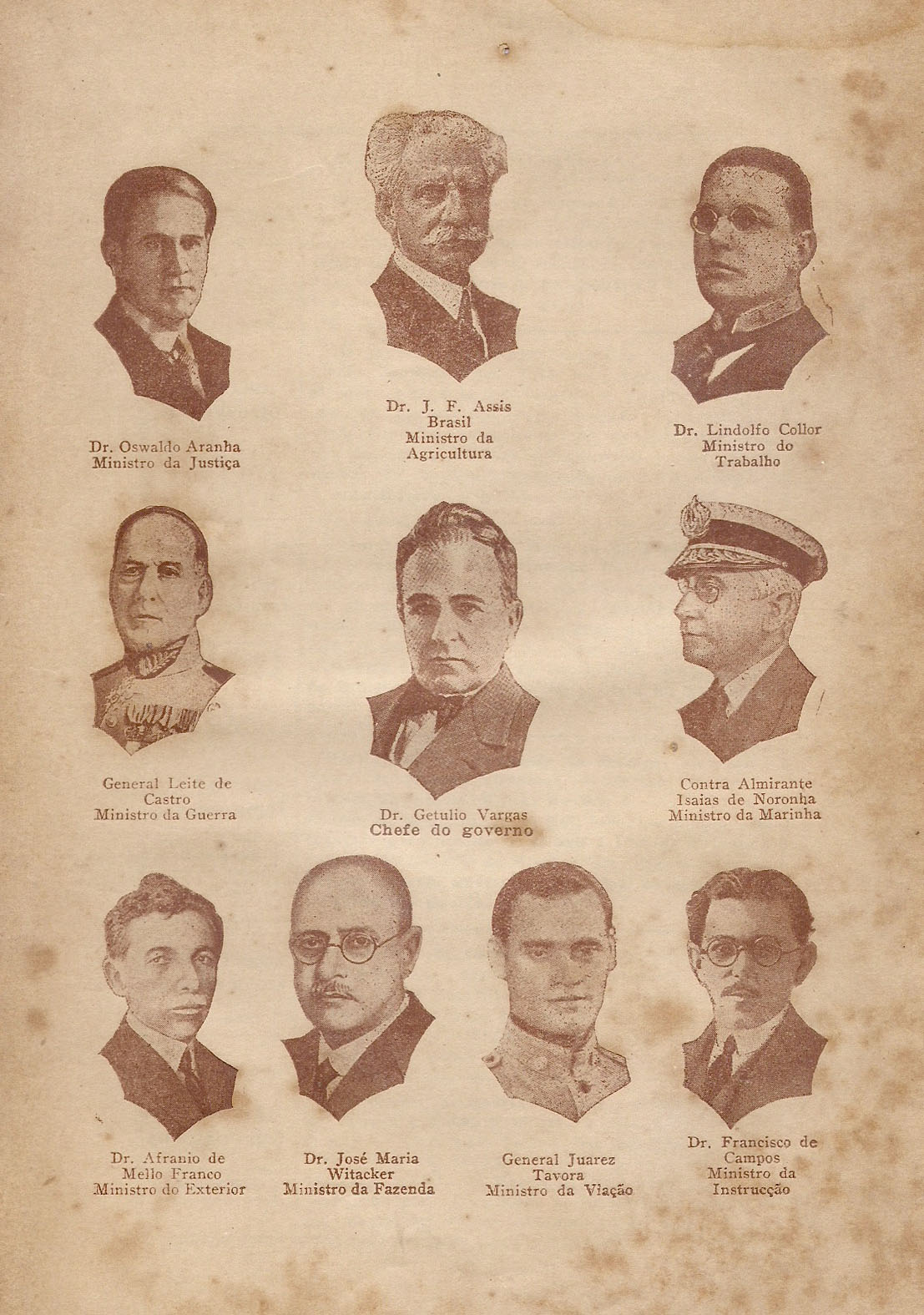
Getúlio Vargas e ministros - cartaz de 1931

Nesse período foram nomeados os seguintes ministros:
- Ministros da Aeronáutica:
  - Joaquim Pedro Salgado Filho

- Ministros da Agricultura:
  - Joaquim Francisco de Assis Brasil
  - Mário Barbosa Carneiro (interino)
  - Juarez do Nascimento Fernandes Távora
  - Edmundo Navarro de Andrade (interino)
  - Guilherme Edelberto Hermsdorff (interino)
  - Odilon Duarte Braga
  - José Solano Carneiro da Cunha (interino)
  - Gilberto da Silva Porto (interino)
  - Fernando de Sousa Costa
  - Carlos de Sousa Duarte (interino)
  - Apolônio Jorge de Faria Sales

- Ministros da Educação e da Saúde Pública
  - Francisco Luís da Silva Campos
  - Belisário Augusto de Oliveira Pena
  - Washington Ferreira Pires
  - Gustavo Capanema

- Ministros da Fazenda
  - José Maria Whitaker
  - Osvaldo Euclides de Sousa Aranha
  - Artur de Sousa Costa
  - Orlando Bandeira Vilela (interino)
  - Romero Estelita Cavalcanti Pessoa (interino)
  - Paulo de Lira Tavares (interino)

- Ministros da Guerra
  - general José Fernandes Leite de Castro
  - general Augusto Inácio do Espírito Santo Cardoso
  - general Pedro de Alcântara Cavalcanti de Albuquerque
  - general Pedro Aurélio de Góis Monteiro
  - general João Gomes Ribeiro Filho
  - general Eurico Gaspar Dutra

- Ministro da Justiça e dos Negócios Interiores
  - Osvaldo Euclides de Sousa Aranha
  - Francisco Luís da Silva Campos (interino)
  - Maurício Cardoso
  - Afrânio de Melo Franco (interino)
  - Francisco Antunes Maciel Júnior
  - Vicente Rao
  - Tancredo de Almeida Neves (a partir de junho de 1953, até o suicídio de Getúlio Vargas)
  - Amadeu da Cunha Laquintinie (interino)
  - Agamenon Sérgio de Godói Magalhães (interino)
  - José Carlos de Macedo Soares
  - Francisco Negrão de Lima (interino)
  - Vasco Tristão Leitão da Cunha (interino)
  - Alexandre Marcondes Machado Filho (interino)
  - Fernando Antunes (interino)

- Ministros da Marinha:
  - contra-almirante José Isaías de Noronha
  - vice-almirante Conrado Heck
  - vice-almirante Protógenes Pereira Guimarães
  - vice-almirante Henrique Aristides Guilhem

- Ministros das Relações Exteriores
  - Afrânio de Melo Franco
  - Félix de Barros Cavalcanti de Lacerda (interino)
  - José Carlos de Macedo Soares
  - Mário de Pimentel Brandão (interino)
  - Ciro de Freitas Vale (interino)
  - Osvaldo Euclides de Sousa Aranha
  - Maurício Nabuco de Araújo (interino)
  - Pedro Leão Veloso (interino)
  - José Carlos de Macedo Soares (interino)

- Ministros do Trabalho, Comércio e Indústria
  - Lindolfo Collor
  - Joaquim Pedro Salgado Filho
  - Agamenon Sérgio de Godói Magalhães
  - Valdemar Cromwell do Rego Falcão
  - Dulfe Pinheiro Machado (interino)
  - Alexandre Marcondes Machado Filho

- Ministros da Viação e Obras Públicas
  - Paulo de Morais Barros (interino)
  - Juarez do Nascimento Fernandes Távora
  - José Américo de Almeida
  - Fernando Augusto de Almeida Brandão
  - João Marques dos Reis
  - Joaquim Licínio de Sousa Almeida (interino)
  - João de Mendonça Lima
  - Érico Delamare (interino)

## De 31 de janeiro de 1951 a 24 de agosto de 1954
Nesse período foram nomeados os seguintes ministros:
- Ministros da Aeronáutica:
  - brigadeiro Nero Moura
  - brigadeiro Epaminondas Gomes dos Santos;

- Ministros da Agricultura:
  - João Cleofas de Oliveira
  - Osvaldo Aranha
  - Apolônio Jorge de Faria Sales
  - José da Costa Porto

- Ministros da Educação e da Saúde Pública
  - Ernesto Simões da Silva Freitas Filho
  - Péricles Madureira de Pinho (interino)
  - Antônio Balbino de Carvalho Filho
  - Edgar Santos

- Ministros da Fazenda
  - Horácio Lafer
  - Alberto Andrade de Queirós (interino)
  - Osvaldo Euclides de Sousa Aranha
  - Otávio Gouveia de Bulhões (interino)

- Ministros da Guerra
  - general Newton Estillac Leal
  - vice-almirante Renato de Almeida Guillobel (interino)
  - general Ciro do Espírito Santo Cardoso
  - general Euclides Zenóbio da Costa

- Ministro da Justiça e Negócios Interiores
  - Francisco Negrão de Lima
  - Francisco Badaró Júnior (interino)
  - Tancredo de Almeida Neves

- Ministro da Marinha:
  - vice-almirante Renato de Almeida Guillobel

- Ministros das Relações Exteriores
  - João Neves da Fontoura
  - Heitor Lira (interino)
  - Mário de Pimentel Brandão (interino)
  - Vicente Rao
  - Vasco Leitão da Cunha (interino)

- Ministros da Saúde (a partir de 25 de julho de 1953)
  - Antônio Balbino (interino)
  - Miguel Couto Filho
  - Mário Pinotti

- Ministros do Trabalho, Indústria e Comércio
  - Danton Coelho
  - José de Segadas Viana
  - Osvaldo Carijó de Castro (interino)
  - João Belchior Marques Goulart
  - Hugo de Araújo Faria (interino)

- Ministros de Viação e Obras Públicas
  - Álvaro Pereira de Sousa Lima
  - Francisco Mendes (interino)
  - José Américo de Almeida